# Свято-Троицкий монастырь (Кикинда)
Свято-Троицкий монастырь в Кикинде (серб. Манастир Свете Тројице у Кикинди) — монастырь Банатской епархии Сербской православной церкви в городе Кикинда в Воеводине. Задужбина Мелании Николич, урожденной Гачич. Расположен возле городского кладбища.
Монастырская церковь была заложена в 1885 году на деньги Мелании Гачич, также передав 300 моргов земли. 24 мая 1887 года епископ Темишварский Георгий (Бранкович) освятил церковь. С 1903 года при церкви действовал мужской монастырь. После Второй мировой войны монастырские земли были национализированы. В 1980 году монастырь превращён в женский.
Церковь построена в стиле барокко. Иконостас написан художником Джуро Печичем.
Настоятельница — монахиня Марта (Ковач).